# Michalovce
Michalovce (pronunciationⓘ; tiếng Hungary: Nagymihály, tiếng Đức: Großmichel,, tiếng Romani: Mihalya, tiếng Yiddish: Mikhaylovets hoặc Mykhaylovyts) là một thị xã bên sông Laborec ở phía đông Slovakia, với dân số khoảng 40.000 người. Nó là đô thị lớn nhất của quận Michalovce (okres) ở khu vực Košice.
Thị xã nằm trong khu vực Košice, trong vùng đất thấp bên sông Laborec Đông, trong lịch sử thuộc quận Zemplén. Thị xã có cự ly khoảng 48 km về phía đông của Košice và 30 km về phía tây của Uzhhorod, Ukraina. Đặc điểm địa lý gần đó bao gồm các dãy núi Vihorlat và Zemplínska šírava hồ.

## Lịch sử
Khu định cư đầu tiên được biết đến trong khu vực xung quanh Michalovce trong thời kỳ đồ đá mới. Người Xlavơ đến trong khu vực trong thế kỷ thứ năm . Khu vực là một phần của đế chế Moravia  trong thế kỷ thứ chín. Michalovce là nơi huyền thoại về cái chết của Laborec. Từ thế kỷ thứ mười trở đi, khu vực đã là một phần của Hungary. Sau cuộc chinh phục bởi Ottoman ở phía nam miền trung Hungary vào thế kỷ XVI, Hungary bị chia cắt, và Michalovce ngày nay đã trở thành một phần của vương quốc Hungary Đông, và sau đó Hoàng gia Hungary. Thị trấn đã tăng trưởng đáng kể trong thế kỷ XVIII và XIX và kể từ khi Ausgleich Áo-Hungary năm 1867, nó đạt được một tư cách của một cộng đồng lớn và ngay sau đó đã trở thành thủ phủ của một trong các quận hạt Zemplén.
Sau chiến tranh thế giới thứ I, năm 1918 (xác nhận bởi Hiệp ước Trianon vào năm 1920), Michalovce, cùng với một số bộ phận khác của hạt Zemplén, đã trở thành một phần của Tiệp Khắc sau đó thành lập. Năm 1944, 3500 cư dân Do Thái bị trục xuất khỏi Michalovce. Từ năm 1993, sự khi tách khỏi Tiệp Khắc, Michalovce là một phần của Slovakia. Năm 1996, thị xã đã được chọn làm thủ phủ quận Michalovce.

## Nhân khẩu
| Năm            | 1994   | 2004   | 2014   | 2024    |
| -------------- | ------ | ------ | ------ | ------- |
| Số lượng người | 40.836 | 39.842 | 39.510 | 35.310  |
| Sự khác biệt   |        | −2,43% | −0,83% | −10,63% |

| Năm            | 2023   | 2024   |
| -------------- | ------ | ------ |
| Số lượng người | 35.584 | 35.310 |
| Sự khác biệt   |        | −0,77% |

Năm 1910, Michalovce có 6.120 cư dân, gồm có 3.792 người Hungary, 1586 người Slovak và 542 người Đức. Cơ cấu tôn giáo có 38,6% Công giáo La Mã, người Do Thái 32,3% và 23,2% của Hy Lạp Công giáo.
Theo điều tra dân số năm 2001, thị xã có 39.948 dân cư. 94,57% số dân là người Slovak, người Roma 2,24%,% 0,73% người Séc và 0,47% người Ukraina. Thành phần tôn giáo là 53,92% Công giáo La Mã, 19,65% người Công giáo Hy Lạp, người không theo tôn giáo và Chính thống giáo 5,19% 9,73%. 